# Frédéric Prilleux
 (juin 2019).
Si vous disposez d'ouvrages ou d'articles de référence ou si vous connaissez des sites web de qualité traitant du thème abordé ici, merci de compléter l'article en donnant les références utiles à sa vérifiabilité et en les liant à la section « Notes et références ».
Œuvres principales
Kop d'immondes (1998)
La Parabole de la soucoupe (2002)
Stories of the Dogs (2006)
Les Hommes en noir (2010)
Frédéric Prilleux, né le 3 avril 1966 au Mans, est bibliothécaire, chroniqueur de bandes dessinées, anthologiste et auteur de romans policiers français.

## Biographie
Frédéric Prilleux passe sa jeunesse dans la Sarthe, où il est lycéen au Mans. Après un Bac B et des études en Droit à l'Université du Maine, il entame en 1990 une carrière de bibliothécaire, d'abord à la section jeunesse de la bibliothèque centrale de prêt de la Haute-Marne (52), à Chaumont, puis en Bretagne pour la création de la médiathèque de l'Ic, à Pordic, dans les Côtes-d'Armor, en 1996. C’est au sein de cet établissement qu’il crée en 1999 avec son équipe le fonds spécialisé de nouvelles noires et policières « La Noiraude ».

### Travail de critique de bandes dessinées
Passionné de bande dessinée, il publie ses premiers textes en tant que chroniqueur bandes dessinées pour les fanzines Rock Hardi et Le Martien (1991-1997), puis pour la revue 813 où il tient la rubrique "Noirs dessins" (1996-1999).
Il reprend en 2006 les critiques BD pour la revue L'Ours polar et rédige avec José-Louis Bocquet l'article « Bande dessinée et polar » pour la 2de édition du Dictionnaire des littératures policières de Claude Mesplède (Éd. Joseph K.).

### Écrits fictionnels
Amateur de contraintes dans l'écriture, de forme ou même de fond, pour les aspects ludiques qu'elles impliquent, il affectionne l’écriture en partage qu’il range dans le même registre. Avec Michel Pelé, il publie en 1998 un Poulpe dans le milieu du football : Kop d'immondes (Éditions Baleine). Les deux auteurs poursuivent leur association pour deux autres romans : La Troménie des Abeilles (série Moulard aux éditions de l’Aube, 2000) et La Parabole de la soucoupe (la 10e et dernière enquête de Pierre de Gondol), autour de l'œuvre du dessinateur Yves Chaland chez Baleine, en 2002. Il a créé avec Denis Flageul le personnage de Malo Cran' (en référence à Mac Orlan), en 2001 dans Le Cri de l'Ormeau (mensuel culturel de Saint-Brieuc et de sa région). Avec Denis Flageul et Jean-Hugues Oppel, c’est une nouvelle à six mains qui est écrite à l’occasion de Noir sur la ville 2004.

## La Noiraude
Créée en 1999 à l'initiative de Frédéric Prilleux, « La Noiraude » est le fonds spécialisé de nouvelles noires et policières de la médiathèque de l'Ic à Pordic (Côtes-d'Armor). Elle a désormais un blog qui lui est consacré .

### Collections
Ce fonds, qui bénéficie du soutien du Centre national du livre, est constitué, pour l'instant, par environ 300 recueils, soit un peu plus de 3334 nouvelles, dont certaines rares ou inédites. La Noiraude conserve aussi quelques revues sur le roman policier : 813, Ligne noire, Polar, Temps noir. La médiathèque accueille - et relaye - toute information sur la nouvelle policière francophone (annonces de concours, manifestations sur le roman policier, éditions de recueils à l'occasion de festivals...) et surtout, accepte les dons... La Noiraude n'est pas une bibliothèque entièrement consacrée à la nouvelle noire, mais bien un fonds spécialisé, représentant une partie du fonds général de la médiathèque de l'Ic à Pordic.

### Concours de nouvelles
Depuis 2000, la médiathèque de l’Ic représentée par Frédéric Prilleux et l’association Fureur du Noir (Lamballe) représentée par Denis Flageul organisent conjointement un concours de nouvelles noires et policières, dans le cadre de La Noiraude et du festival Noir sur la ville qui a lieu chaque année en novembre à Lamballe. Les candidats doivent écrire une nouvelle, sur un thème précis. Les nouvelles des cinq finalistes sont éditées en recueil, avec cinq auteurs renommés. Frédéric Prilleux et Denis Flageul coordonnent ces anthologies annuelles publiées dès 2001 aux Éditions Baleine, puis à partir de 2003 aux Éditions Terre de Brume.

### Romans
- Kop d'immondes (avec Michel Pelé). Paris : Éd. Baleine, 1998, 174 p. (Le Poulpe).   (ISBN 2-842-19150-1)
- La Troménie des abeilles (avec Michel Pelé). La Tour-d'Aigues : Éd. de l'Aube, 2000, 256 p. (Les aventures extraordinaires de Moulard ; 6).   (ISBN 2-876-78567-6)
- "Panique chez les cartophiles" / sous le pseudonyme de Malo Cran', avec Denis Flageul. Le Cri de l'Ormeau, parution en feuilleton de février 2000 à janvier 2001.
- La Parabole de la soucoupe (avec Michel Pelé). Paris : Éd. Baleine, 2002, 249 p. (Pierre de Gondol ; 10).   (ISBN 2-842-19409-8)
- L'Affaire du noyé qui danse / par Patrick Pommier ; avec le concours de Frédéric Prilleux. Spézet : Coop Breizh, impr. 2011, 172 p. (Les enquêtes de Léo Tanguy ; 14).  (ISBN 978-2-84346-505-5)

### Anthologies (direction)
Recueils du concours La Noiraude - La Fureur du Noir
- Noiraudes en fureur : recueil de nouvelles du 1er concours. Lamballe : la Noiraude-la Fureur du noir, 2000.
- 5 : recueil de nouvelles du 2e concours la Noiraude-la Fureur du noir. Paris : Baleine, 2001, 217 p.   (ISBN 2-842-19341-5)
- Billets brûlés : recueil de nouvelles du 3e concours la Noiraude-la Fureur du noir. Paris : Baleine, 2002, 253 p.   (ISBN 2-842-19401-2)
- Le Onzième commandement : recueil de nouvelles du 4e concours la Noiraude-la Fureur du noir. Rennes : Terre de Brume, 2003, 207 p. (Granit noir ; no 32).   (ISBN 2-843-62213-1)
- Le Rose et le noir : recueil de nouvelles du 5e concours la Noiraude-la Fureur du noir. Rennes : Terre de Brume, 2004, 207 p. (Granit noir ; no 36).  (ISBN 2-843-62255-7)
- Mes chers voisins : recueil de nouvelles du 6e concours La Noiraude-La Fureur du Noir. Rennes : Terre de Brume, novembre 2005. (Granit noir ; no 39).   (ISBN 2-843-62286-7)
- À saisir ! : recueil de nouvelles du 7e concours La Noiraude-La Fureur du Noir. Rennes : Terre de Brume, novembre 2006, 160 p. (Granit noir ; N° 42).   (ISBN 978-2-843-62316-5)
- RDV au pied de la statue : recueil de nouvelles du 8e concours La Noiraude-La Fureur du Noir. Rennes : Terre de Brume, novembre 2007, 192 p. (Granit noir ; N° 43).  (ISBN 978-2-843-62366-0)
- Dans le panneau : recueil de nouvelles du 9e concours La Noiraude-La Fureur du Noir. Rennes : Terre de Brume, novembre 2008, 192 p. (Granit noir ; N° **).   (ISBN 978-2-843-62391-2)
- Tout le monde descend : recueil de nouvelles du 10e concours La Noiraude-La Fureur du Noir. Rennes : Terre de Brume, 2009, 174 p. (Granit noir ; N° 45).  (ISBN 978-2-84362-417-9)
- Y a pas de sots métiers : recueil de nouvelles du 11e concours La Noiraude-La Fureur du Noir. Rennes : Terre de Brume, novembre 2010, 175 p. (Granit noir ; N° 46).  (ISBN 978-2-843-62439-1)
- Robert est de retour ! : recueil de nouvelles du 12e concours La Noiraude-La Fureur du Noir. Dinan : Terre de Brume, 2011, 176 p. (Granit noir ; N° 47).  (ISBN 978-2-84362-463-6)
- Blonde(s) : nouvelles : recueil de nouvelles du 13e concours La Noiraude-La Fureur du Noir, coordonné par Denis Flageul et Frédéric Prilleux. Dinan : Terre de brume, 2012, 123 p. (Littératures).  (ISBN 978-2-84362-491-9)
- Par la racine : recueil de nouvelles du 14e concours La Noiraude-La Fureur du Noir. Dinan : Terre de Brume, 2013, 119 p. (Littératures).  (ISBN 978-2-84362-512-1)
- Marions-les ! : recueil de nouvelles du 15e concours La Noiraude-La Fureur du Noir, coordonné par Denis Flageul et Frédéric Prilleux. Dinan : Terre de brume, 2014, 107 p.  (ISBN 978-2-84362-537-4)
- Dur(e)s à cuire ! : recueil de nouvelles du 16e concours La Noiraude-La Fureur du Noir. Dinan : Terre de Brume, 2015, 128 p. (Littératures).  (ISBN 978-2-84362-578-7)
- Le Poulpe : court toujours ! : recueil de nouvelles du 17e concours La Noiraude-La Fureur du Noir. Paris : Baleine, octobre 2016, 158 p. (Le Poulpe ; 291)
- Noiraudes sur la ville : recueil de nouvelles du 18e concours La Noiraude-La Fureur du Noir / sous la direction de Denis Flageul et Frédéric Prilleux. Ploeuc-L'Hermitage : La Gidouille, novembre 2017, 150 p.  (ISBN 979-10-92842-31-9)
- Impasse et perd : recueil de nouvelles du 19e concours La Noiraude-La Fureur du Noir / sous la direction de Denis Flageul et Frédéric Prilleux. Ploeuc-L'Hermitage : La Gidouille, novembre 2018, 133 p.  (ISBN 979-10-92842-40-1)

Autres recueils
- Haras : nouvelles. Lamballe : Fureur du Noir ; Saint-Brieuc : la Nouvelle librairie ; Nantes : Éd. Sept, 1999, 126 p.  (ISBN 2-912688-19-1). Publ. à l'occasion du festival "Noir sur la ville" de Lamballe, 1999.
- Stories of the Dogs : histoires pour Dominique / nouvelles et récits noirs réunis par Frédéric Prilleux. Bihorel : Krakoen, 2006, 210 p. (Court-lettrages).  (ISBN 2-916-33012-7)
- Les Hommes en noir : 17 nouvelles foot et polar / recueillies par Frédéric Prilleux ; Préface de Bruno Derrien. Paris : les Contrebandiers éd., 2010, 170 p.  (ISBN 978-2-915438-44-4)

### Bande dessinée
- Kop d'immondes / adaptation et dessins Bertrand Piocelle et Arnaud Boutin d'après le roman de Michel Pelé et Frédéric Prilleux. Montpellier : 6 pieds sous terre, 2004, non paginé [64] p. (Le Poulpe) (Collection Céphalopode ; 15).   (ISBN 2-910-43153-3)

### Nouvelles
- « Walking shadow », dans Stories of the Dogs : histoires pour Dominique. Bihorel : Krakoen, 2006, p. 142-151. (Court-lettrages)  (ISBN 2-916330-12-7)
- « Un casse bien échafaudé », La Revue du projet n° 19, septembre 2012.
- Encubé. Bihorel : Krakoen, 2012, 18 p. (Petit noir ; n° 10).  (ISBN 979-10-90324-91-6)
- dans 1917 : octobre rouge : nouvelles noires. Tarbes : Arcane 17, coll. "Polar rouge", oct. 2017.  (ISBN 978-2-918721-63-5)
- « Lets go crazy », dans Sandinista ! : Hommage à The Clash : 12 nouvelles 12 auteurs Rock et Polar (vol. 2) / sous la direction de Jean-Noël Levavasseur ; illustrations Jean-Christophe Chauzy. Rennes : Éd. Goater, coll. "Goater noir" n° 20, 11/2017.  (ISBN 978-2-918647-98-0). Vendu aussi en coffret 3 vol. Sandinista ! : Hommage à The Clash : 36 nouvelles 36 auteurs Rock et Polar  (ISBN 978-2-918647-16-4)
- Les deux doigts dans la prise, dans Au nom de la loi : vingt sentences autour du groupe Les $heriff / sous la direction de Jean-Noël Levavasseur ; préface de Nasty Samy. Tarnos : Kicking records, 06/2019, p. 157-165.  (ISBN 978-2-9534059-8-9)
- Without Ann(i)e, dans Welcome to the club : vingt nouvelles électriques inspirées par Les Thugs / sous la direction de Jean-Luc Manet. Tarnos : Kicking records, 2019.
- Ringolevio, dans Little Bob Stories : histoires pour Roberto. Rennes : Goater, coll. « Goater Noir poche », 03/2021, p. 141-154.  (ISBN 979-1-097465-42-1)

### Documentaire
- Pordic, d'hier à aujourd'hui : éléments pour une histoire de Pordic / coordination et mise en page Frédéric Prilleux et Jean-Philippe Andorin ; préface de Guy Fonteix. Pordic : Association Un livre pour Pordic, 2007, 343 p.  (ISBN 978-2-9531316-0-4)